# Letnie Koncerty Organowe
Letnie Koncerty Organowe – coroczna impreza muzyczna przybliżająca muzykę organową odbywająca się od 2016 roku w kościołach na terenie powiatu legnickiego w okresie wakacyjnym (początkowo na przełomie lipca i sierpnia, od 2017 roku w sierpniu). 
Pierwsza edycja Letnich Koncertów Organowych odbyła się w lipcu 2016 roku z inicjatywy radnego powiatu legnickiego Grzegorza Gapskiego w kościele farnym Świętych Apostołów Piotra i Pawła w Chojnowie. W organizację wydarzenia włączyła się lokalna parafia. Od 2019 roku współgospodarzem wydarzenia jest pobenedyktyńska bazylika Świętej Jadwigi w Legnickim Polu.

## Kościoły goszczące koncerty

### Kościół Świętych Apostołów Piotra i Pawła w Chojnowie
Kościół farny Świętych Apostołów Piotra i Pawła w Chojnowie gościł do tej pory wszystkie edycje festiwalu. Położona przy miejskim rynku budowla jest trzynawową, sześcioprzęsłową gotycką bazyliką. Obiekt – przebudowany zapewne ze starszego kościoła – powstał na przełomie XIV i XV wieku.
Już w czasach renesansu uroczystościom kościelnym wewnątrz chojnowskiej fary towarzyszyła muzyka organowa. Pierwsza wzmianka historyczna o organach kościelnych pochodzi z 1628 roku, kiedy to rada miejska odebrała zmienione i ulepszone organy od Michaela Rostena – budowniczego organów z Legnicy. Instrument prawdopodobnie spłonął wraz z kościołem w 1651 roku. W 1662 roku nowe organy zbudował Christian Decke ze Zgorzelca, natomiast w latach 1845–1846 za stworzenie kolejnego instrumentu o 24 głosach odpowiedzialny był niejaki Bukow z Jeleniej Góry. Aktualnie istniejące organy to dzieło firmy braci Walther. Instrument o barokowo-romantycznym charakterze z 33 głosami zrealizowano w latach 1909–1911. Organy w 2004 roku przeszły całkowitą renowację.

## Artyści
| 2016 - Daniel Dziuda - Jakub Haraś - Filip Borkowski - Tomasz Susmęd | 2017 - Tomasz Susmęd - Bartosz Piotr Rzyman | 2018 - Jakub Haraś - Jakub Tarka i Michał Kanafa |

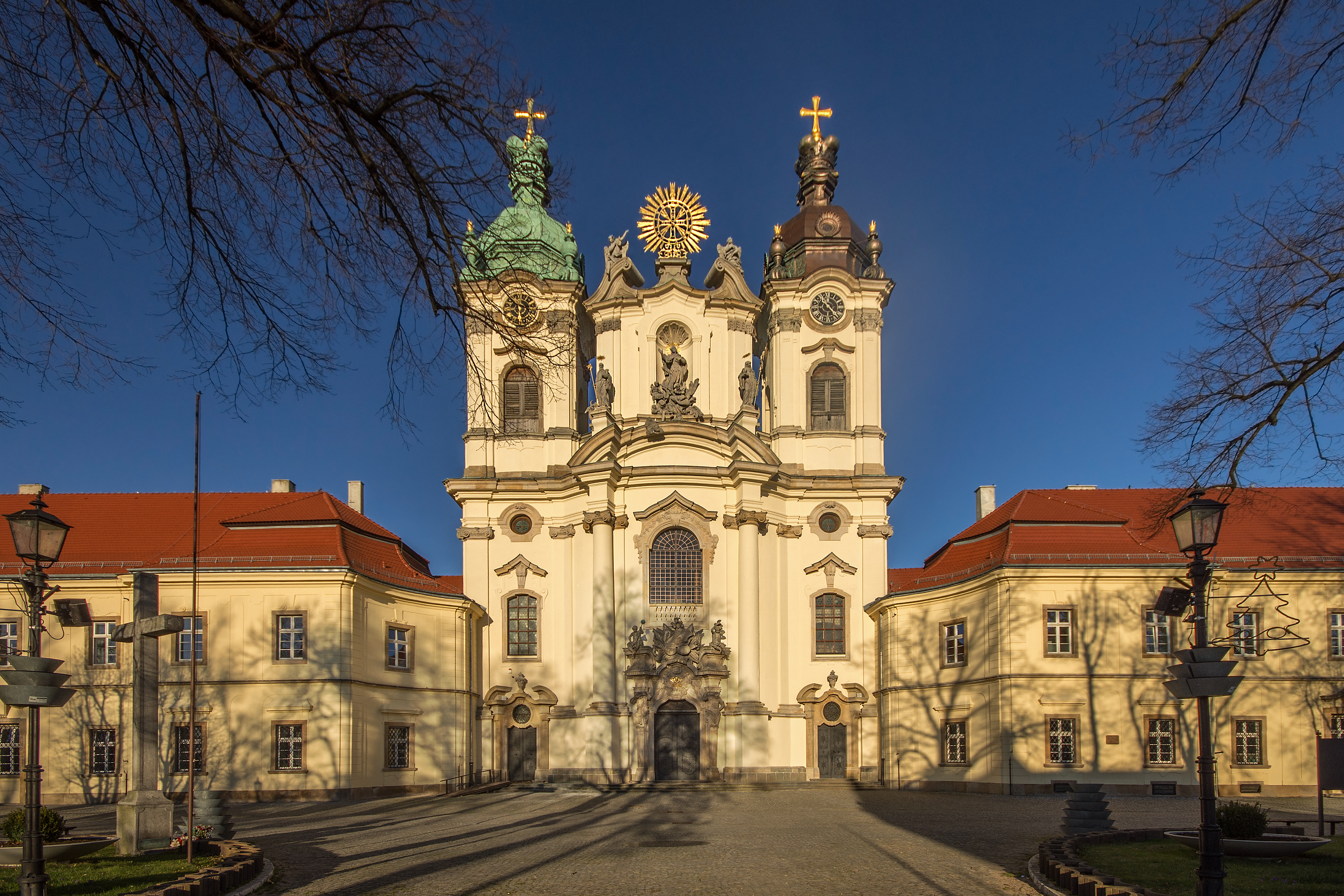
Bazylika w Legnickim Polu

| 2019 - Arkadiusz Popławski - Tomasz Padoł i Sebastian Kresali - Tomasz Susmęd i Mariusz Szczoczarz - Michał Kocot | 2020 - Michał Kocot i Silver Brass - Michał Kocot i Bogumiła Tarasiewicz - Tomasz Głuchowski - Damian Konieczny | 2021 - Julian Gembalski - Tomasz Głuchowski - Tadeusz Barylski i Karol Lipiński-Brańka - Michał Kocot - Orkiestra Kameralna Wratislavia, Jan Stanieda, Michał Kocot |